# Stará Voda (Hradec Králové-i járás)
Stará Voda település Csehországban, a Hradec Králové-i járásban. Stará Voda Kosice, Kosičky, Nové Město nad Cidlinou, Písek, Chudeřice és Chýšť településekkel határos. Lakosainak száma 142 fő (2024. január 1.).

## Népesség
A település lakosságának változását az alábbi diagram mutatja:
| Lakosok száma | 252  | 303  | 285  | 209  | 118  | 126  | 133  | 136  | 141  | 142  |
|               | 1869 | 1890 | 1921 | 1950 | 1980 | 2001 | 2017 | 2019 | 2022 | 2024 |